# Petersberg, Båstads kommun

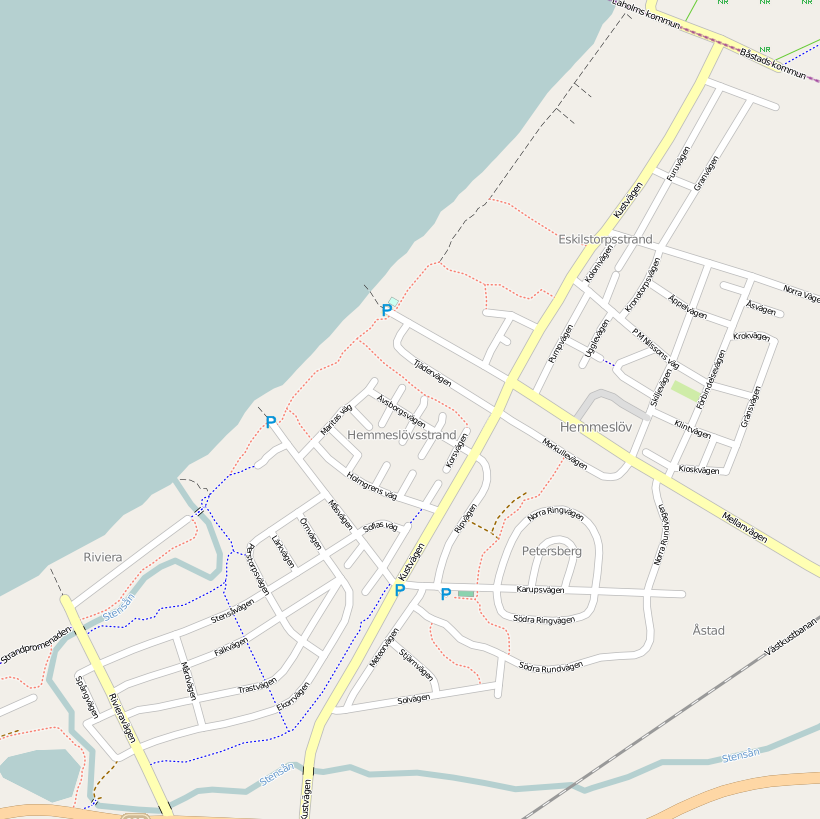
Petersbergs orientering i Hemmeslövsområdet

Petersberg är en del av tätorten Båstad i Hemmeslövsområdet i Östra Karups distrikt (Östra Karups socken) i Halland. Orten är Hemmeslövsområdets mittpunkt.